# Livonia (Michigan)
Livonia è una città degli Stati Uniti, nella contea di Wayne, nello Stato del Michigan. Si trova nell'area metropolitana di Detroit.